# Killzone Shadow Fall
Killzone: Shadow Fall és un videojoc d'acció en primera persona, desenvolupat per Guerrilla Games i publicat per Sony Computer Entertainment, és un títol exclusiu de PlayStation 4. Serà el sisè joc en tota la sèrie Killzone i el quart per a consoles domèstiques.

## Argument
Shadow Fall s'estableix 30 anys després dels esdeveniments de Killzone 3. La vida dels Helghast al planeta natal Helghan s'ha deixat en ruïnes, no obstant això, la guerra encara continua. L'Aliança Estratègica Interplanetària (ISA) permet refugiar als helghast al planeta Vekta. Les faccions de Vekta i Helghast estan vivint en una ciutat que està dividida per un gran mur de seguretat. Els Helghast estan lluitant pel seu dret a existir, mentre que els Vektans estan lluitant per la supervivència, la qual cosa porta a una "guerra freda" entre els Vektans i els Helghast.
La seva història inicia amb Lucas Kellan de nen i el seu pare tractant d'escapar de la invasió de Helghan a Vekta travessant un mur que divideix ambdues faccions. Durant la seva fugida, es troben amb un Shadow Marshall anomenat Thomas Sinclair. Prop del mur, uns soldats Helghast assassinen al pare de Lucas, però est aconsegueix fugir amb Sinclair.
Sinclair, el cria com si fos el seu fill i és la persona més jove a unir-se a les files dels Shadow Marshall. S'ha d'infiltrar en l'altre costat del mur per mantenir la poca pau que existeix entre els helghasts i els vektans

## Personatges
- Lucas Kellan : És el protagonista principal de Shadow Fall. Té un fort odi cap als Helghast després de ser testimoni de la mort del seu pare durant el trasllat per sobre del mur. Kellan és adoptat per Sinclair, que l'inscriu en l'Acadèmia dels Shadow Marshall, amb el temps arribant va arribar a convertir-se en un dels agents més confiables de Sinclair. Al llarg de la història, l'actitud i les opinions de Kellan canvien, després de veure l'estat en el qual resideixen els Helghast.

- Thomas Sinclair : És un antic Shadow Marshall i capdavanter de l'Agència de Seguretat de Vekta (VSA). Adopta a Kellan durant els esdeveniments de la reubicació. Sinclair demostra que és molt confiat i protector cap a Kellan. Al mateix temps, ell comparteix el menyspreu inicial de Kellan cap als Helghast, ja que creu que tots els Helghast busquen la destrucció dels Vektans, i que mentre ells existeixin, la guerra no tindrà fi.

- Maya Visari "Tiro" : Meitat-Vekta/Meitat-Helghan. És una agent encoberta d'intel·ligència que busca posar fi a la Guerra d'entre Vektas i Helghast per sempre. Ella és la filla de Lady Visari.

- Vladko Tyran : És el antagonista principal de la major part de la campanya i capdavantera psicópata de "La Mà Negra" (una organització terrorista dels ex agents i soldats Helghast) que tracten de reavivar la guerra.

- Dra. Hillary Massar : Una científica de la ISA que realitza experiments perillosos en Helghast captius amb una poderosa arma bio-tecnològica letal.

- Lady Hera Visari : Actual líder de l'els Helghast, filla del caigut emperador Scolar Visari i mare de Maya.

- Anton Saric : El cap de les forces de seguretat de Helghan. Saric té un odi ardent cap als Vektans, culpant-los per la destrucció del seu planeta d'origen (que li va tocar viure.).

- Jorhan Stahl : És el antagonista principal de Killzone 3 i és revelat com antagonista principal de Shadow Fall. Planeja envair Vekta pels Helghast matant a tots els Vektans utilitzant l'arma bio-tecnològica de Massar.

- Michael Kellan : Pare de Lucas, que és assassinat per les forces Helghast durant la reubicació sobre el mur.

## Jugabilitat
Shadow Fall tindrà noves armes com el Rifle d'Assalt M55 amb dues funcions de tret per la ISA i el rifle d'assalt STA-55 pels Helghast. També van incorporar un rifle de franctirador híbrid del qual van fer acte de presència en els dos donem de joc. A més comptés amb un OWL, un drone avançat d'atac flotant que és utilitzat pels Shadow Marshalls. Pot atacar, ser utilitzat com una tirolina, com a escut de protecció i pot piratejar terminals.